# Christoph Maria Wagner

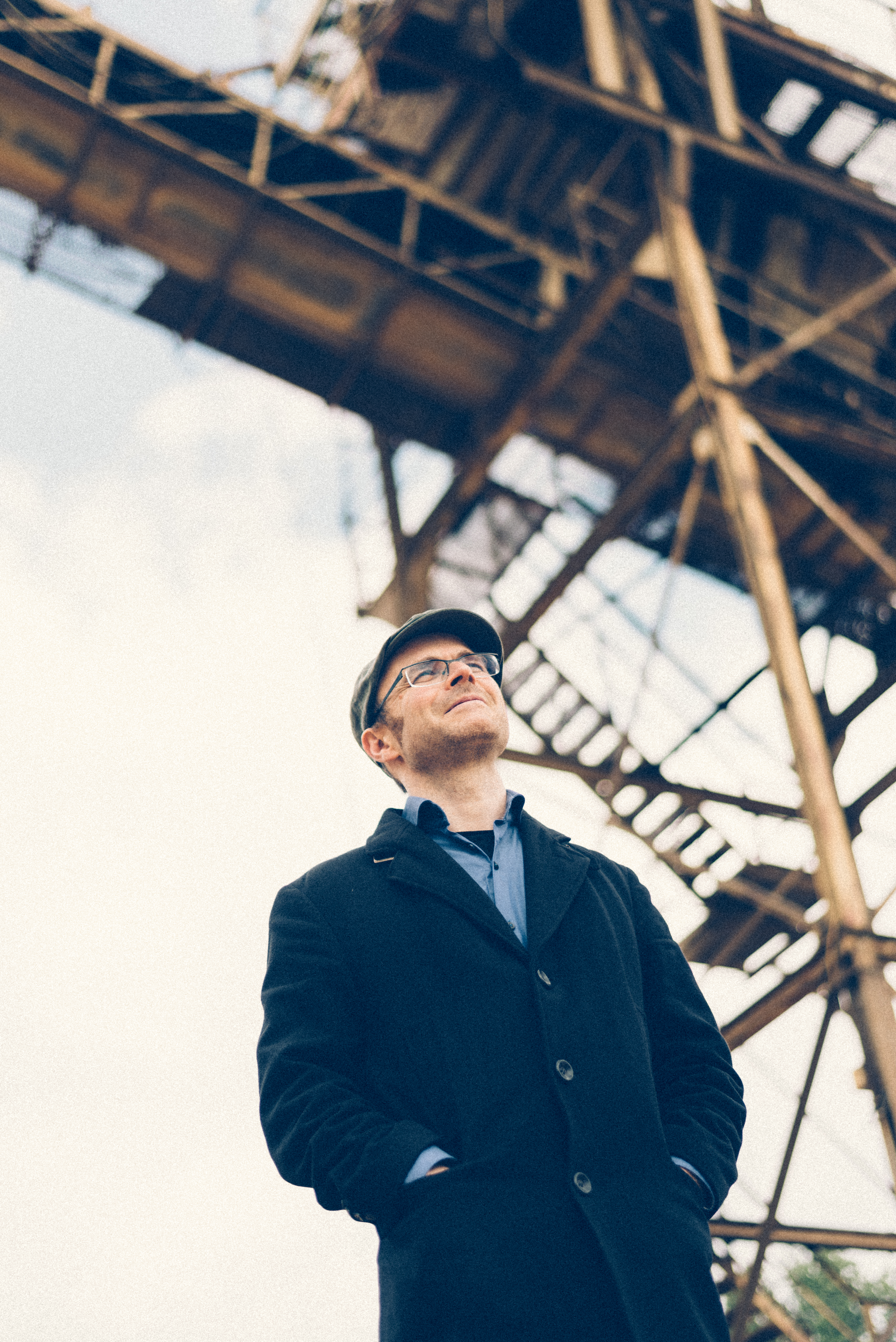
Christoph Maria Wagner (2018)

Christoph Maria Wagner (* 28. November 1966 in Pfullendorf) ist ein deutscher Komponist, Dirigent und Pianist.

## Leben
Seine musikalische Ausbildung erhielt Christoph Maria Wagner an der Musikhochschule Köln in den Fächern Komposition bei Krzysztof Meyer und Dirigieren bei Volker Wangenheim sowie in Klavier bei Klaus Oldemeyer. Seit 1995 unterrichtet er selbst an der Kölner Musikhochschule.
Als Dirigent ist Wagner vor allem der Musik des 20. und 21. Jahrhunderts verpflichtet. In dieser Funktion arbeitete er mit den Komponisten Helmut Lachenmann, Mauricio Kagel, Nicolaus A. Huber und Klaus Huber zusammen, ebenso mit dem Ensemble Modern und der Jungen Deutschen Philharmonie. Eine feste, langfristige Zusammenarbeit verbindet ihn mit dem E-MEX-Ensemble. Gastdirigate führten ihn an die Kölner Oper, an das Kölner Schauspielhaus, das WDR-Rundfunkorchester, zum Oldenburger Ensemble „oh ton“ sowie zum Doelen Ensemble Rotterdam. Die Aufführung von Bernd Alois Zimmermanns Oper „Die Soldaten“ bei der Ruhrtriennale 2006 und 2007 sowie beim Lincoln Center Festival 2008 in New York betreute Christoph Maria Wagner als Chorleiter, Repetitor und Assistent von Steven Sloane.
Als Pianist führt er neben eigenen Werken regelmäßig Werke der klassischen Moderne (Ives, Jolivet, Stockhausen) auf und macht Rundfunkaufnahmen für den WDR und für den Deutschlandfunk.

## Werk

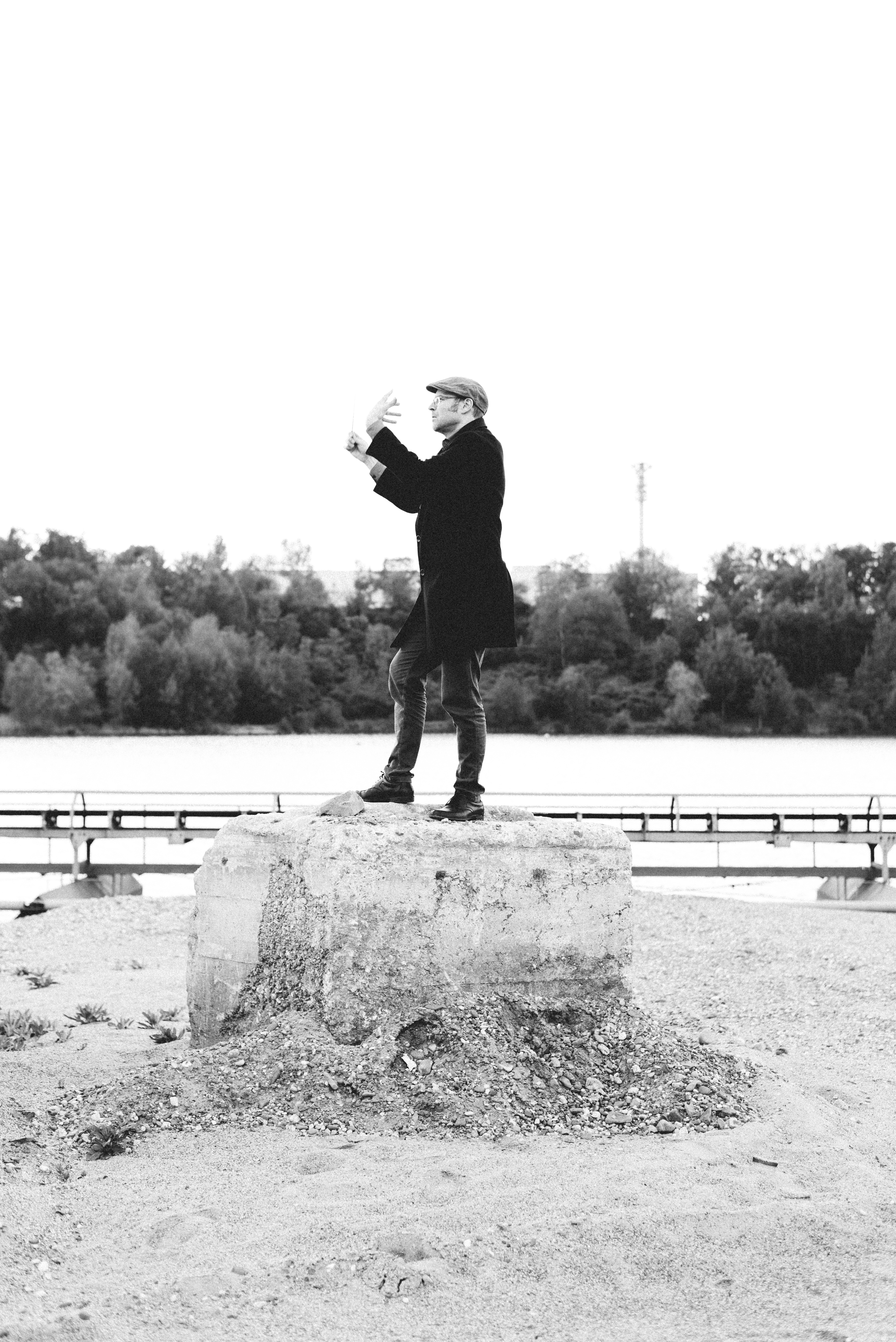
Christoph Maria Wagner // Pulheim 2018

Christoph Maria Wagner begann seine kompositorische Entwicklung im Alter von 15 Jahren, entwickelte aber erst mit seinen ersten „gültigen“ Klavierwerken 1987 ein auf Arithmetik beruhendes Kompositionsprinzip, aus dem sich harmonische und formale Entwicklungen herleiten lassen.
Bei aller Vielfältigkeit der Besetzungen und Formen im weiteren Schaffen Wagners liegt ein zweiter Schwerpunkt im Musikdrama. Musikdramatische Werke sind dabei von kleiner Besetzung (Märchenstund, eine Ein-Personen-Revue nach einem persischen Märchen) bis zur groß angelegten Oper „The Night of The Living Dead“ nach dem gleichnamigen Spielfilm vertreten. Typisch ist, dass ihrem Wesen nach „undramatische“ Texte zu Libretti umfunktioniert werden, z. B. eine Predigt des Meister Eckart („Der Opferstock“) oder ein buddhistischer Koan-Text („Der Finger“). Auch in seiner Kammermusik, z. B. in Viva il pubblico! (1999) für Bläserquintett, setzt Wagner musikdramatische Akzente, die den Interpreten theatralische Aktion abverlangen.
Seit 2009 verfolgt Wagner eine weitere Linie mit „Remix“-Kompositionen: In Anlehnung an die Praxis der Clubmusik wird das Material gegebener Werke im wörtlichen Sinne „neu abgemischt“ und auf diese Weise in die aktuelle Tonsprache überführt. Dabei kann es sich auch um besonders bekannte Vorlagen wie den Kopfsatz der 5. Sinfonie von Beethoven oder deutsche Volkslieder handeln.

## Auszeichnungen
- 1992 Kulturpreis der Stadt Konstanz
- 1999: 1. Preis beim Internationalen Kompositionswettbewerb des European Flute Festival
- 2013/2014 Komponist für Hagen